# Silvia Scalia
Silvia Scalia (Lecco, 16 luglio 1995) è una nuotatrice italiana.

## Carriera
Dal 2015 prende parte ai campionati italiani invernali andando sempre a medaglia. Ugualmente per la sessione primaverile a partire dal 2016. Debutta internazionalmente nello stesso anno, conquistando nella staffetta mista una medaglia d'argento ai Mondiali in vasca corta di Windsor.
Nel 2018 prende parte ai Giochi del Mediterraneo di Tarragona portando a casa due medaglie. Nel 2019, ai campionati nazionali di Riccione, stabilisce il record nazionale nei 50 metri dorso con un tempo di 27"89. Tra il 2019 ed il 2021 ottiene tre medaglie europee, tutte in staffetta: un bronzo in vasca lunga ed un argento ed un bronzo in vasca corta.
Ai campionati mondiali di Budapest 2022 stabilisce il nuovo record italiano nei 50 metri dorso in 27"65. Nell'agosto dello stesso anno migliora ulteriormente tale record nella semifinale dei campionati europei di Roma con il tempo di 27"39. In finale, poi, otterrà la medaglia d'argento alle spalle della francese Analia Pigrée.

## Palmarès
| Anno | Manifestazione          | Sede      | Evento       | Risultato  | Prestazione | Note  |
| ---- | ----------------------- | --------- | ------------ | ---------- | ----------- | ----- |
| 2016 | Mondiali in vasca corta | Windsor   | 4x50m misti  | Argento    | 1'45"38     |       |
| 2018 | Giochi del Mediterraneo | Tarragona | 50m dorso    | Oro        | 28"33       |       |
| 2018 | Giochi del Mediterraneo | Tarragona | 100m dorso   | Argento    | 1'00"99     |       |
| 2018 | Europei                 | Glasgow   | 50m dorso    | Semifinale | 27"96       |       |
| 2018 | Europei                 | Glasgow   | 100m dorso   | Batteria   | 1'00"92     | [ 5 ] |
| 2019 | Universiadi             | Napoli    | 50m dorso    | Oro        | 27"92       |       |
| 2019 | Universiadi             | Napoli    | 100m dorso   | Bronzo     | 1'00"43     |       |
| 2019 | Europei in vasca corta  | Glasgow   | 4x50m misti  | Argento    | 1'44"92     |       |
| 2021 | Europei                 | Budapest  | 4x100m misti | Bronzo     | 3'56"30     |       |
| 2021 | Europei in vasca corta  | Kazan'    | 4x50m misti  | Bronzo     | 1'44"46     |       |
| 2022 | Europei                 | Roma      | 50m dorso    | Argento    | 27"53       | [ 6 ] |

### Campionati italiani
22 titoli individuali e 6 staffette, così ripartiti:
- 15 nei 50 m dorso;
- 7 nei 100 m dorso;
- 5 nella staffetta 4x100 m misti;
- 1 nella staffetta 4x50 m misti.

| Anno | Edizione    | dorso 50 m | dorso 100 m | farfalla 50 m | misti 4x100 m | misti 4x50 m |
| ---- | ----------- | ---------- | ----------- | ------------- | ------------- | ------------ |
| 2015 | Invernali   | 2          | 1           | -             | -             | -            |
| 2016 | Primaverili | 3          | -           | -             | -             | -            |
| 2016 | Invernali   | 3          | 2           | -             | 1             | -            |
| 2017 | Primaverili | 1          | -           | -             | 1             | -            |
| 2017 | Estivi      | 1          | 1           | -             | -             | -            |
| 2017 | Invernali   | 2          | 1           | -             | -             | 1            |
| 2018 | Primaverili | 1          | 3           | -             | 2             | -            |
| 2018 | Estivi      | 1          | 1           | 3             | -             | -            |
| 2018 | Invernali   | 1          | 1           | -             | -             | -            |
| 2019 | Primaverili | 1          | 2           | -             | 2             | -            |
| 2019 | Estivi      | 1          | 2           | -             | -             | -            |
| 2019 | Invernali   | 1          | -           | -             | -             | -            |
| 2020 | Estivi      | 1          | 2           | -             | -             | -            |
| 2020 | Invernali   | 1          | 1           | -             | -             | -            |
| 2021 | Primaverili | 1          | -           | -             | -             | -            |
| 2021 | Invernali   | 3          | -           | -             | -             | -            |
| 2022 | Primaverili | 1          | 2           | -             | 1             | -            |
| 2022 | Estivi      | 2          | 3           | -             | -             | -            |
| 2022 | Invernali   | 1          | 1           | -             | -             | -            |
| 2023 | Primaverili | 1          | -           | -             | 1             | -            |
| 2023 | Invernali   | 3          | -           | -             | -             | -            |
| 2024 | Primaverili | 1          | -           | -             | 1             | -            |
| 2024 | Invernali   | 2          | -           | -             | -             | -            |